# Friedel Lutz
Friedel Lutz (Bad Vilbel, 1939. január 21. – 2023. február 7.) világbajnoki ezüstérmes nyugatnémet válogatott német labdarúgó, hátvéd poszton játszott.

## Pályafutása

### Klubcsapatban
A FV Bad Vilbel csapatában kezdte a labdarúgást. 1957 és 1973 között az Eintracht Frankfurt labdarúgója volt, leszámítva az 1966–67-es idényt, amikor a TSV 1860 München csapatában szerepelt. A frankfurti együttessel az 1958–59-es idényben német bajnokságot nyert. A következő idényben a bajnokcsapatok Európa-kupája döntőjéig jutott a csapattal, ahol a Real Madrid ellen 7–3-as vereséget szenvedtek Glasgowban. 1973–74-ben az alsóbb osztályú Tus Makkabi Frankfurt, 1974-ben az SpVgg Neu-Isenburg csapataiban játszott. 1974-ben vonult vissza az aktív labdarúgástól.

### A válogatottban
1960 és 1966 között 12 alkalommal szerepelt a nyugatnémet válogatottban. 1960. augusztus 3-án Izland ellen mutatkozott be a Nationalelfben. Sérülés miatt maradt ki az 1962-es chilei világbajnokság keretéből. Négy év múlva tagja volt az 1966-os világbajnoki ezüstérmes csapatnak Angliában.

## Sikerei, díjai
NSZK
- Világbajnokság
  - ezüstérmes: 1966, Anglia

 Eintracht Frankfurt
- Nyugatnémet bajnokság
  - bajnok: 1959
- Bajnokcsapatok Európa-kupája (BEK)
  - döntős: 1959–60